# 岩松守純
岩松 守純（いわまつ もりずみ）は、上野国の武士。江戸幕府旗本。新田岩松氏14代当主。

## 経歴
天文元年（1532年）、13代当主・岩松氏純の嫡男として生まれる。この時、岩松氏およびその領国は実質的には家宰の由良氏、当代当主は成繁により支配され岩松氏は棚上、監禁されており結局氏純は天文17年（1548年）に自害している。
このため、守純は成繁によって担ぎ出され家督を継いで14代当主となるが、遂に居城・金山城を成繁によって奪われるに至った。
天正18年（1590年）、徳川家康が関東入府するとこれを祝う書状を送っている。江戸幕府が創立されると、慶長16年（1611年）嫡男・豊純と共に家康に召し出されたが、祖先である新田氏の家系図を見せた際に失言をしたため、この時は手ぶらで帰されている。家康が新田氏の末裔を僭称していることと関係があるのではないか、などと推測されており、「我が家が本流であり、徳川家が末裔だとしても庶出の傍流である」と発言した、というような話も残ってはいるが同時代記録では確認されていない。
その後、新田郡市野井村感応寺曲輪で20石を与えられる旗本となり、のち当地の代官であった黒川正秀により世良田に移住させられた。元和2年（1616年）に死去。享年85。
跡を嫡男・豊純が継いだ。